# Marten Bunnemann
Marten Bunnemann (* 1975 in Oldenburg) ist seit dem 1. September 2017 Mitglied des Vorstands der Avacon AG, einem großen Energiedienstleister in Deutschland mit Sitz in Helmstedt, Niedersachsen, und seit dem 1. Januar 2018 deren CEO und Finanzvorstand.

## Leben und Wirken
Seit 2005 ist Marten Bunnemann im E.ON-Konzern beschäftigt. Vor seiner Tätigkeit im Deutschlandgeschäft hat er verschiedene Managementfunktionen in Italien innegehabt und als Assistent des Vorstandsvorsitzenden sowie als Syndikusanwalt in der Rechtsabteilung der E.ON SE gearbeitet.
Von 2012 bis 2014 hat er das Transformationsprojekt von E.ON in Deutschland geleitet und in diesem Rahmen zentrale Weichenstellungen bei der Ausrichtung des Konzerns auf die Herausforderungen der Energiewende gestellt.
Seit 2014 war er bei der E.ON Deutschland GmbH verantwortlich für den Bereich Geschäftsentwicklung und Dezentrale Energien, wo ein wesentlicher Tätigkeitsschwerpunkt der Aufbau des Geschäfts mit integrierten, nachhaltigen Energielösungen für Städte und Gemeinden unter dem Oberbegriff „Sustainable City Solutions“ war.
Marten Bunnemann hat Rechtswissenschaften in Heidelberg, London, Montpellier und Frankfurt am Main in studiert (1. juristisches Staatsexamen 2001, 2. Juristisches Staatsexamen 2005) und 2001 die Handelshochschule Leipzig mit einem Master of Business Administration (MBA) abgeschlossen. Sein Rechtsreferendariat absolvierte er von 2003 bis 2005 am Oberlandesgericht Düsseldorf, sowie in Brüssel bei der EU Kommission/Generaldirektion Wettbewerb, Shearman & Sterling. 1996 wurde er Mitglied des Corps Suevia Heidelberg.

## Belege
1. ↑  Kurzbiographie (Memento vom 16. Oktober 2019 im Internet Archive)
2. ↑  Kösener Corpslisten 1996, 158/1353
3. ↑  Anschriftenverzeichnis Kösener und Weinheimer Corpsstudenten 2009, S. 86

| Personendaten    | Personendaten                                           |
| ---------------- | ------------------------------------------------------- |
| NAME             | Bunnemann, Marten                                       |
| KURZBESCHREIBUNG | deutscher Manager, Mitglied des Vorstands der Avacon AG |
| GEBURTSDATUM     | 1975                                                    |
| GEBURTSORT       | Oldenburg                                               |